# Place Saint-Germain-des-Prés
Ne doit pas être confondu avec Place Saint-Germain.
La place Saint-Germain-des-Prés est une place du quartier Saint-Germain-des-Prés située au pied de l'église du même nom, dans le 6e arrondissement de Paris (France).

## Situation et accès
La place relie la rue Guillaume-Apollinaire au boulevard Saint-Germain.

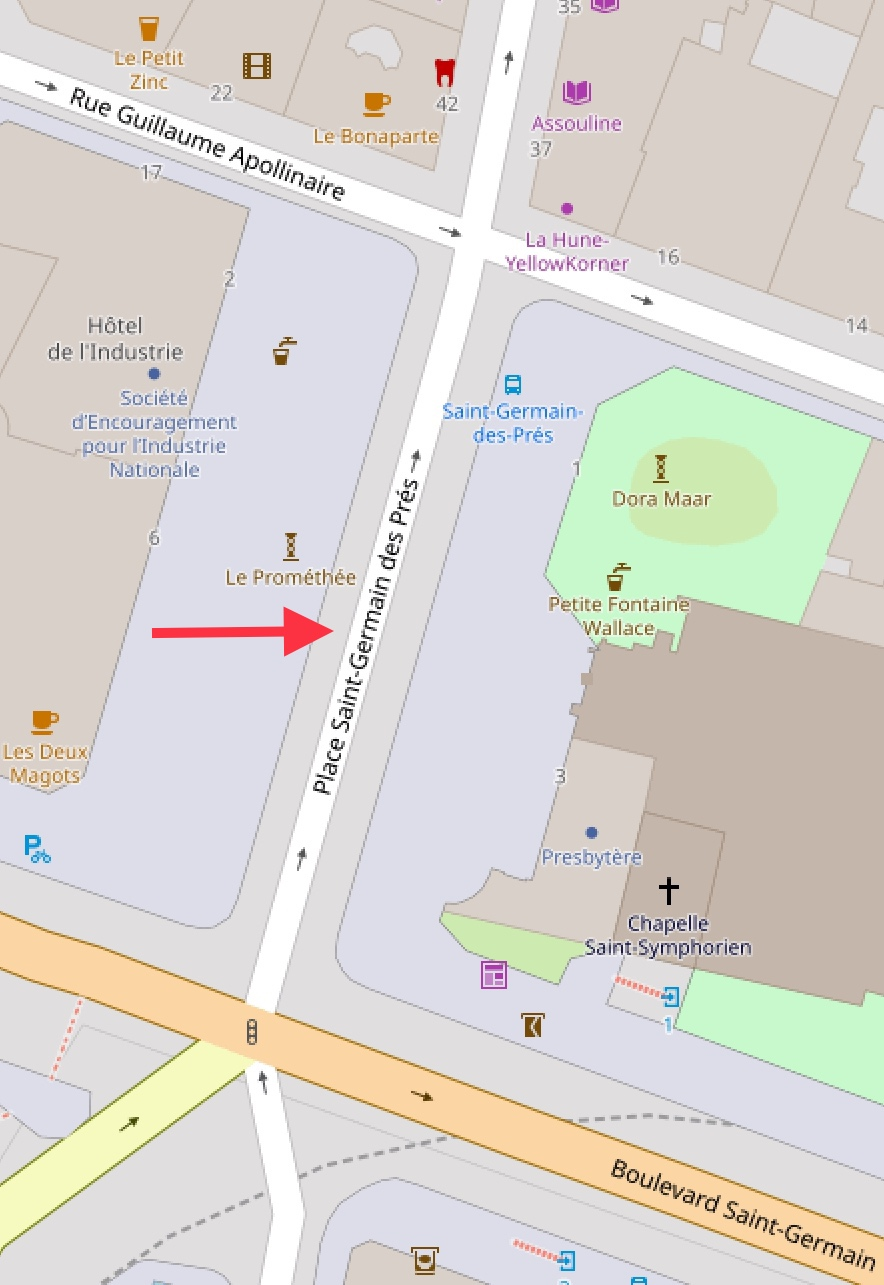

Elle est dotée d'une station de métro, accessible de part et d'autre du boulevard Saint-Germain : la station Saint-Germain-des-Prés, desservie par la ligne 4.

## Origine du nom
La place tire son nom de l'abbaye de Saint-Germain-des-Prés, située au no 3.

## Historique
À l'origine, il n'existe à l'emplacement de la place actuelle qu'une cour rectangulaire formant parvis devant l'église de l'abbaye de Saint-Germain-des-Prés,. 
Cette cour est reliée par un passage à la porte Saint-Benoît qui ouvre sur la rue Saint-Benoît. En 1715, Henri-Pons de Thiard de Bissy, abbé commendataire, fait percer plusieurs rues au sud de l'enclos (rue d'Erfurth, rue Sainte-Marthe et rue Childebert). 
Suivant le dessin de l'architecte Victor-Thierry Dailly, la place est agrandie vers le sud pour atteindre 38 m de long et prend une forme carrée. Jusqu'à la Révolution, elle est séparée de la rue Childebert par une grille, visible sur le plan de Turgot. 
En 1804, l'actuelle rue Bonaparte est percée au nord de la place à l'emplacement de la grande porte et des jardins de l'abbaye.
La place prend sa physionomie actuelle après le prolongement de la rue de Rennes et la création du boulevard Saint-Germain, décidée par le décret du 28 juillet 1866.
L'étendue de l'ancien parvis est couverte de pavés de grès, tandis que le trottoir revêtu de dalles marque son périmètre. Aménagé en 1976 sous la direction de l'architecte Yves Boiret, cet ensemble respecte le plan dessiné en 1723 par Sanry.
Un arrêté du 27 janvier 1977 unit à la place Saint-Germain-des-Prés les nos 44 et 46 de la rue de Rennes, situés au nord du boulevard Saint-Germain.
En 2000, est inaugurée la place Jean-Paul-Sartre-et-Simone-de-Beauvoir, à l'intersection du boulevard Saint-Germain, de la rue de Rennes et de la place Saint-Germain-des-Prés.
Le 23 septembre 2021 est inaugurée la place Juliette-Gréco, au nord du parvis de l'église.

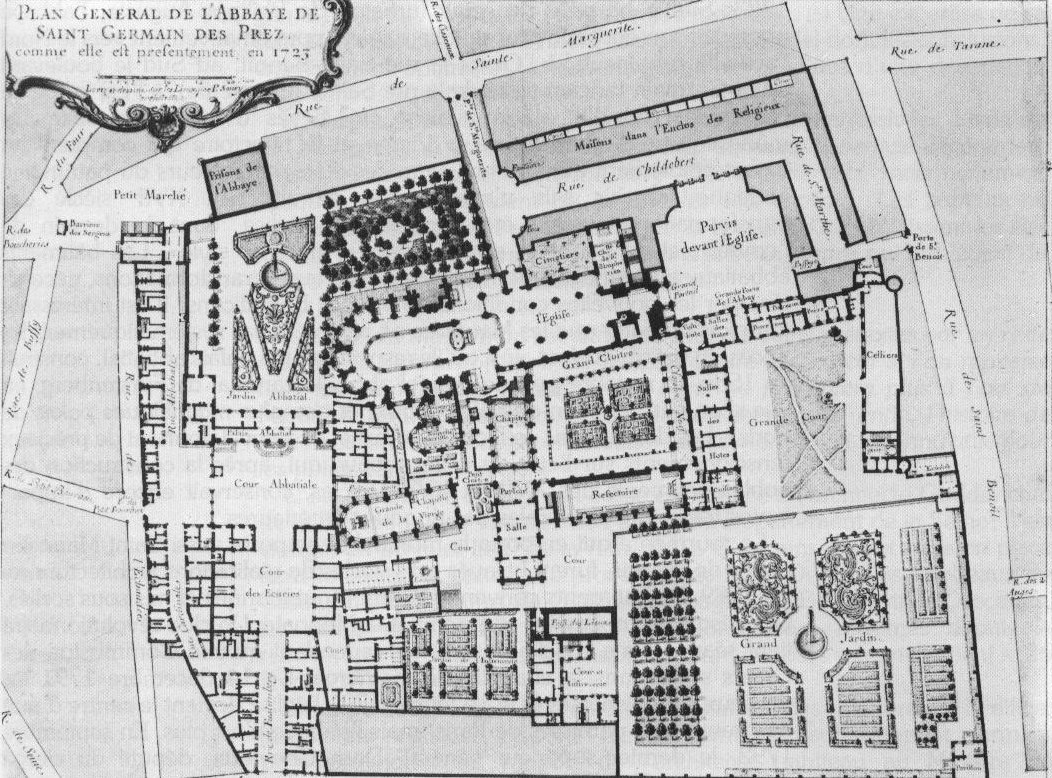
La place sur un plan de l'abbaye en 1723.
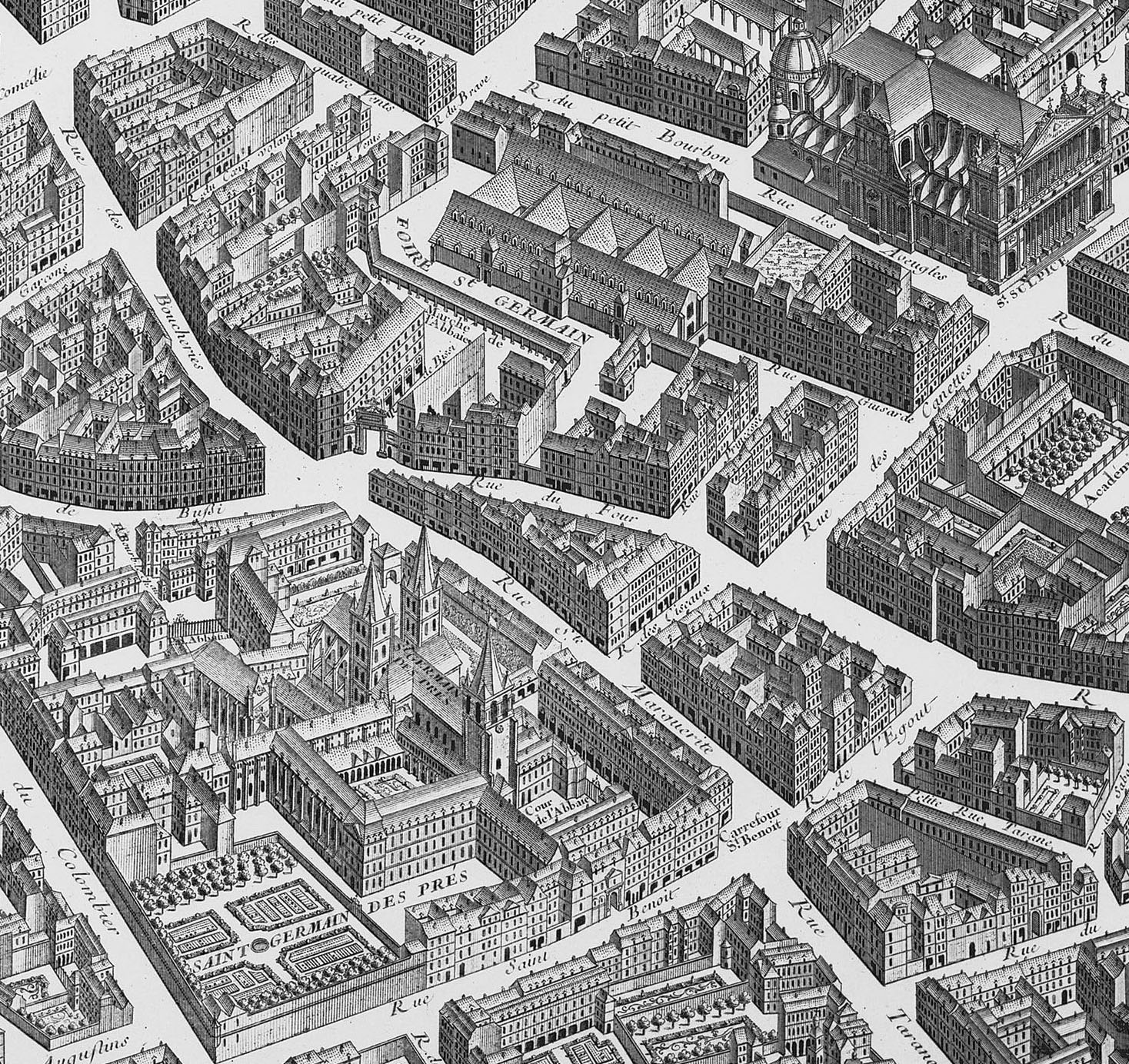
La place sur le plan de Turgot.
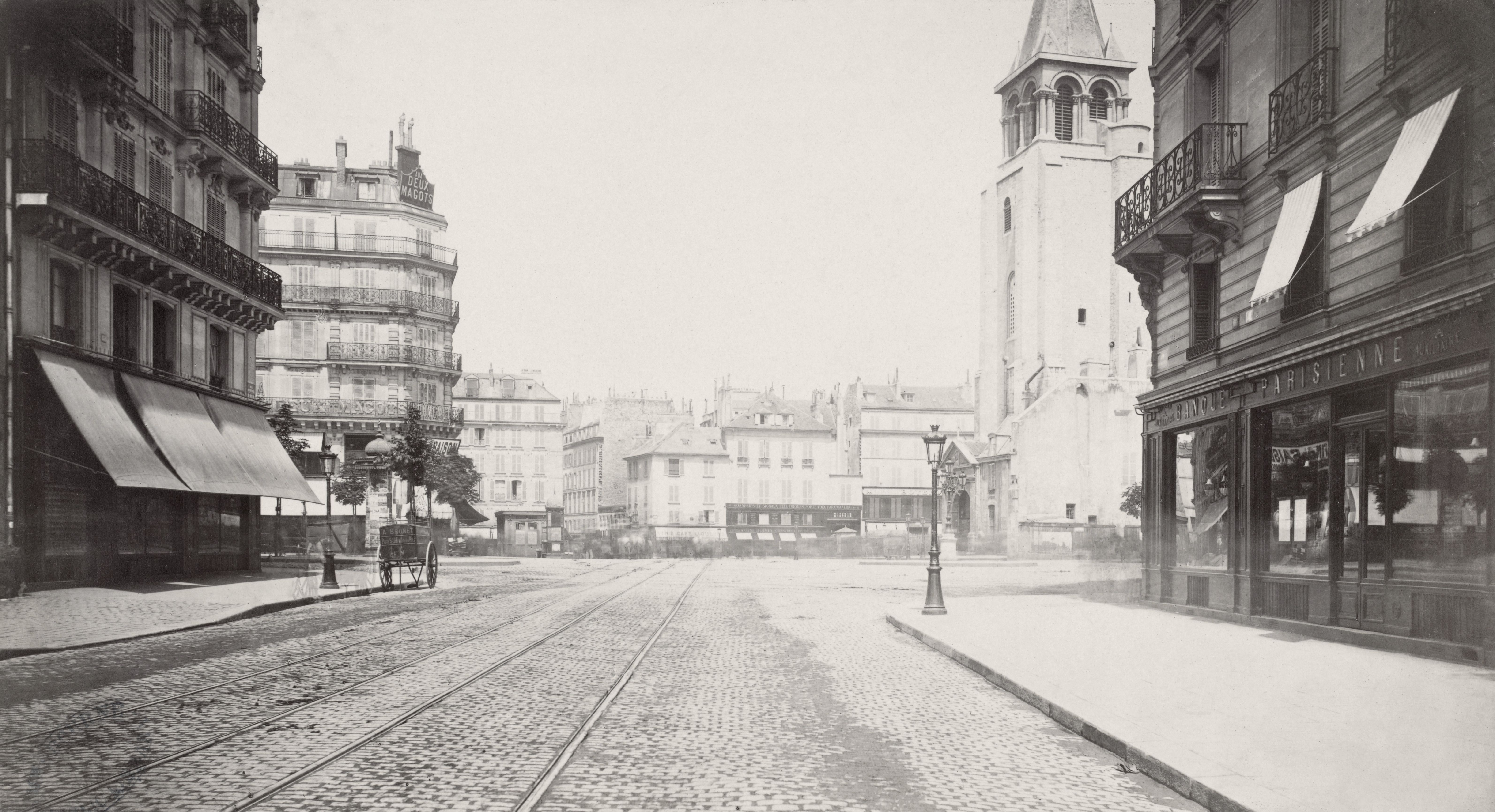
La place depuis la rue de Rennes dans les années 1870.

## Bâtiments remarquables et lieux de mémoire
- La place est bordée à l'ouest par le café Les Deux Magots et à l'est, par l'église Saint-Germain-des-Prés et le square Laurent-Prache. La librairie-galerie YellowKorner est située en face de celui-ci, au 16 rue de l'Abbaye.
- Le no 4, situé à droite des Deux Magots, est l'Hôtel de l'Industrie, qui abrite le siège de la Société d'encouragement pour l'industrie nationale et un restaurant, La Société, devant lesquels on peut voir une statue en bronze d'Ossip Zadkine, Le Prométhée, ainsi qu'une fontaine Wallace. C’est dans les locaux de la Société qu’a lieu la première séance privée de cinématographe, par les frères Lumière, le 22 mars 1895[9].
- No 6 : plaque (barrée) de la rue de Rennes, vestige du projet non abouti du prolongement de cette rue jusqu’à la Seine.

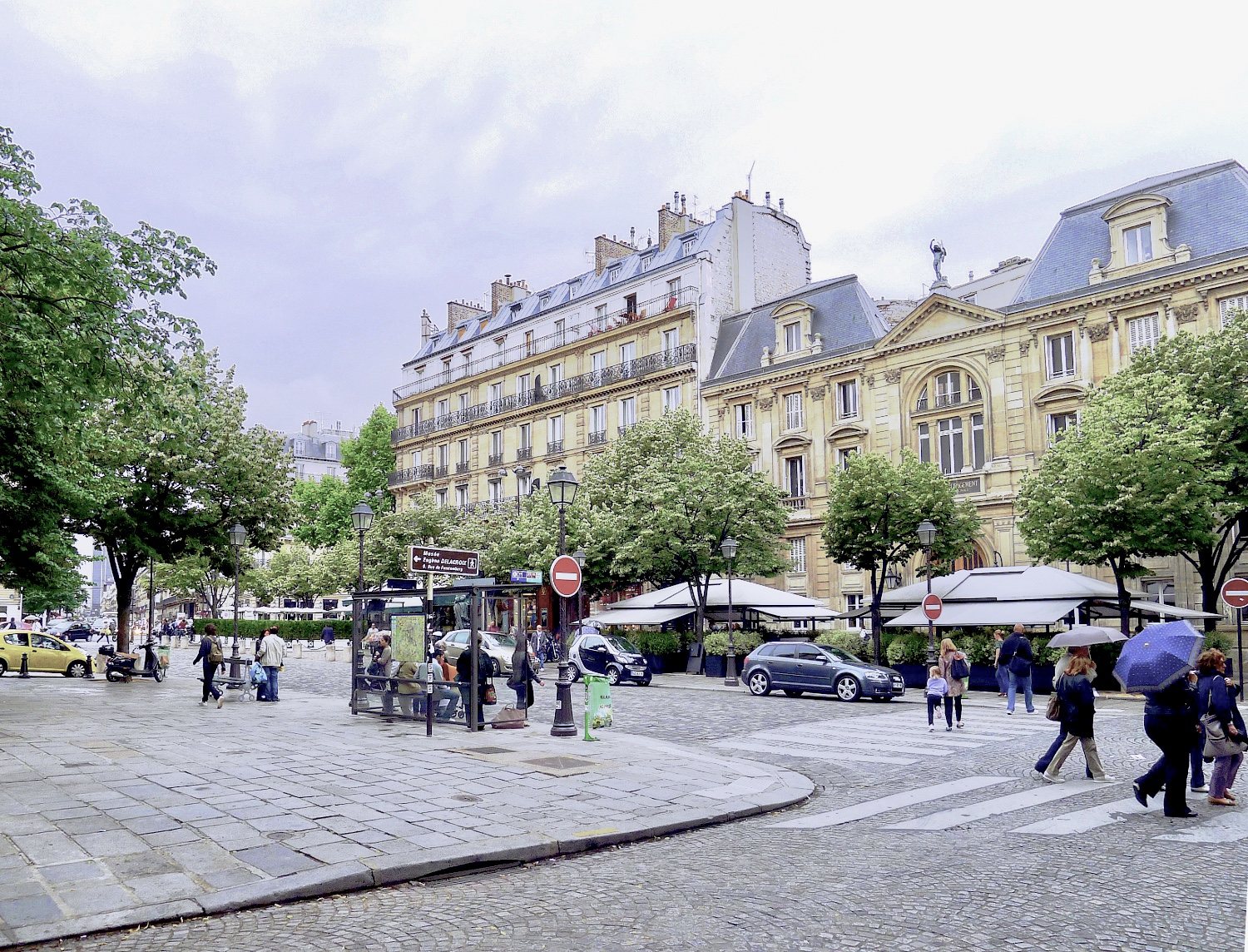
La place Saint-Germain-des-Prés vue de la rue de l'Abbaye.
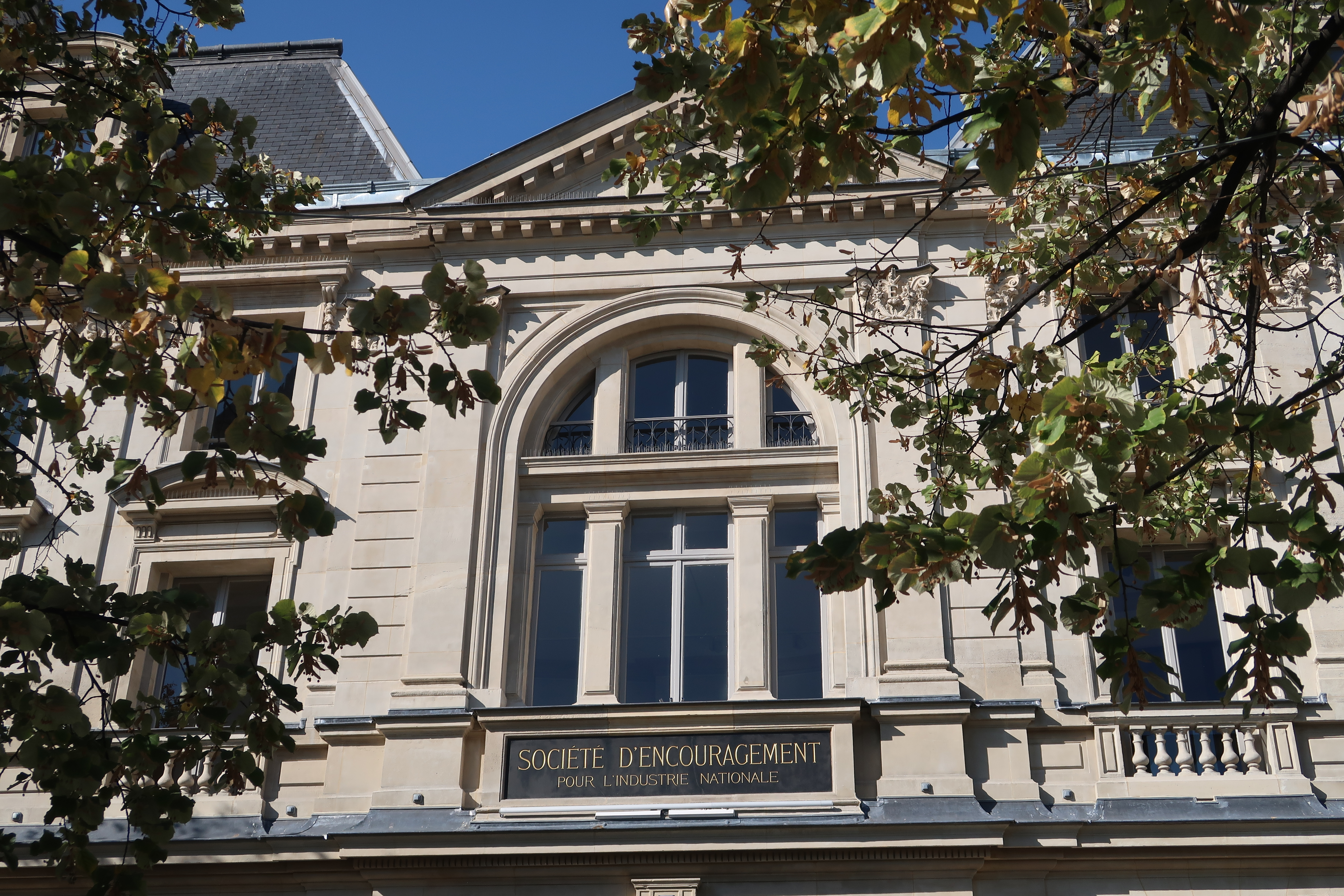
Au no 4, le siège de la Société d'encouragement pour l'industrie nationale...
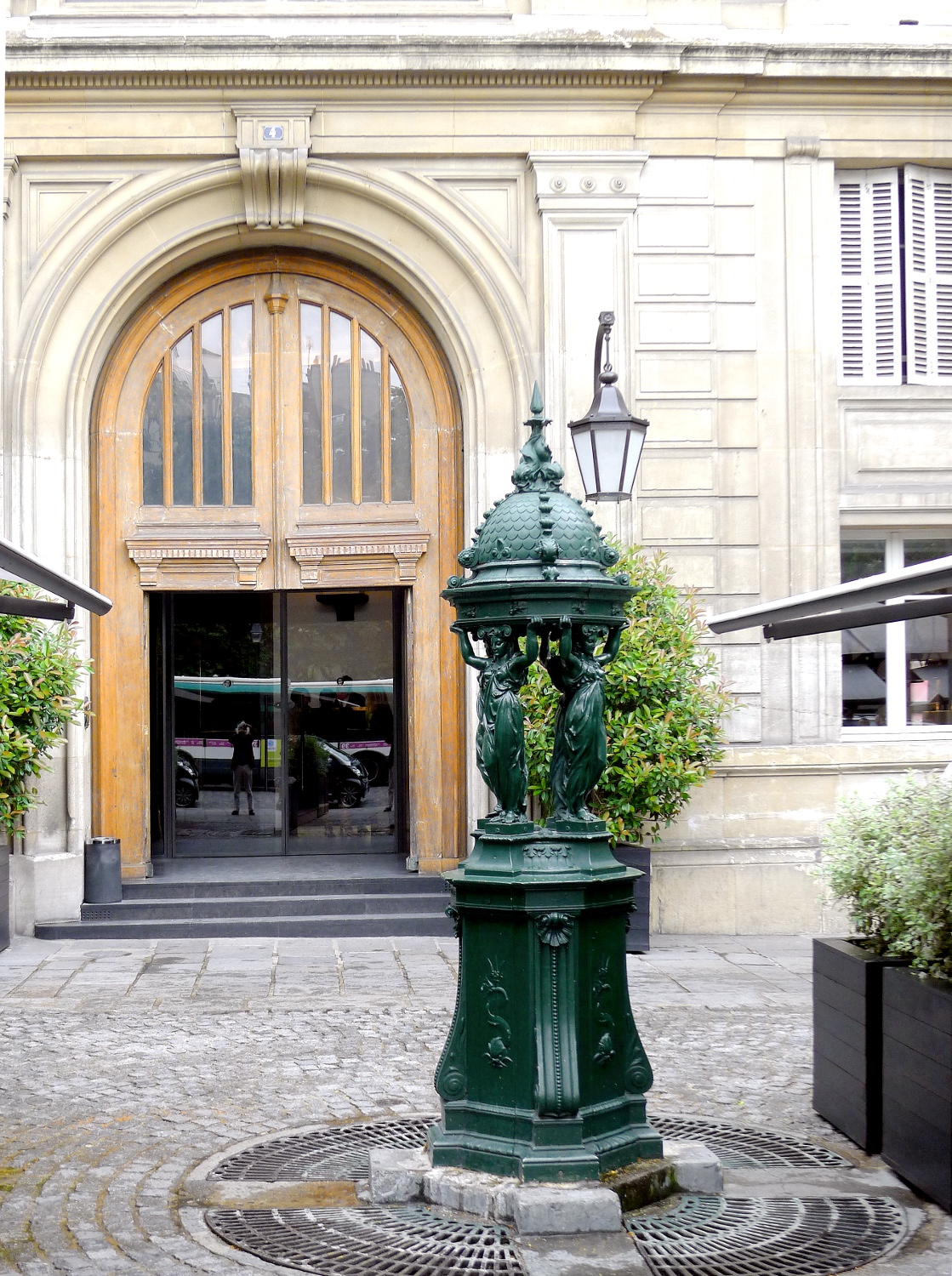
... et une fontaine Wallace, face à l'entrée de celle-ci.
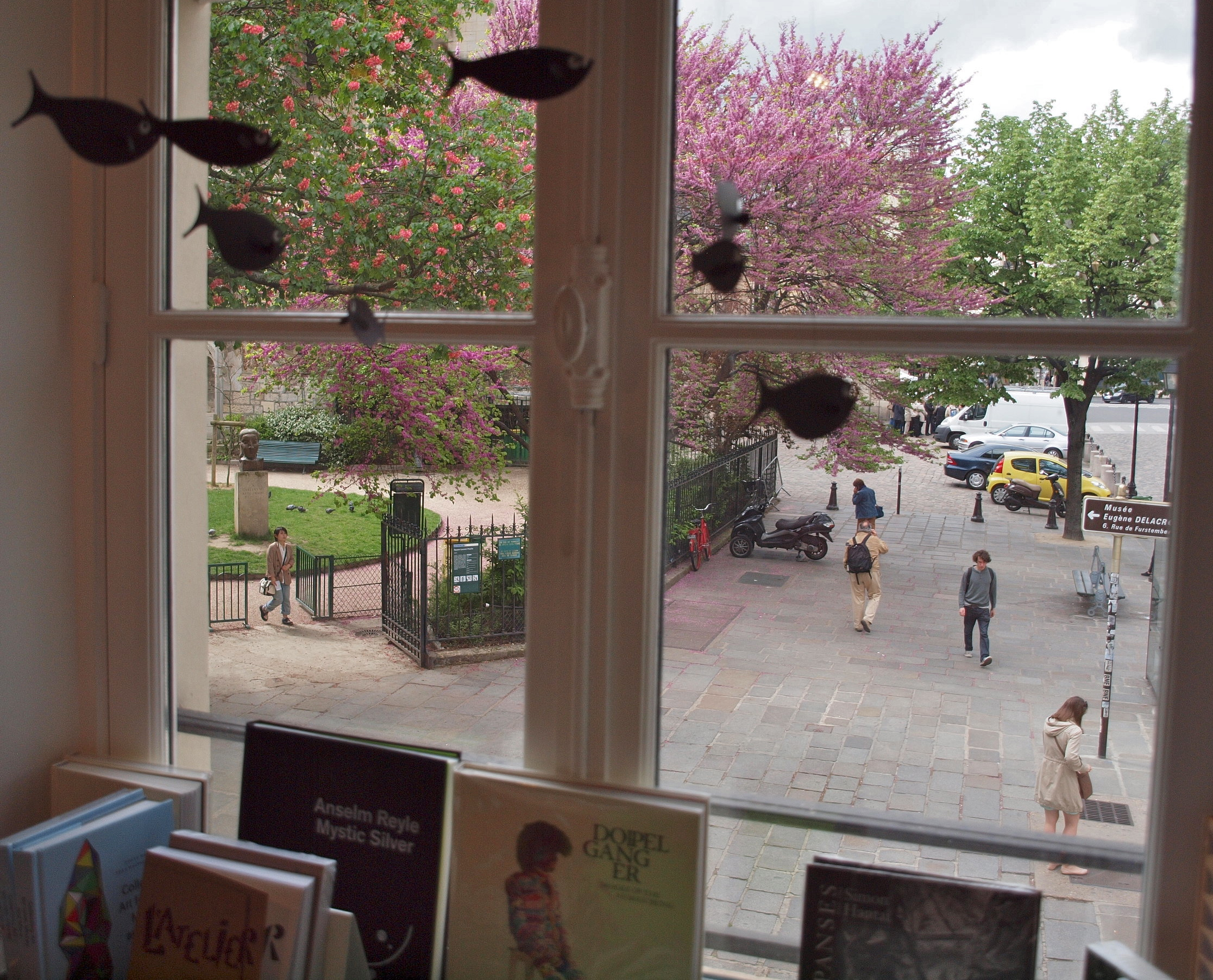
Vue de la place depuis une fenêtre de l'ancienne librairie La Hune (aujourd'hui la librairie-galerie YellowKorner), située 16 rue de l'Abbaye.
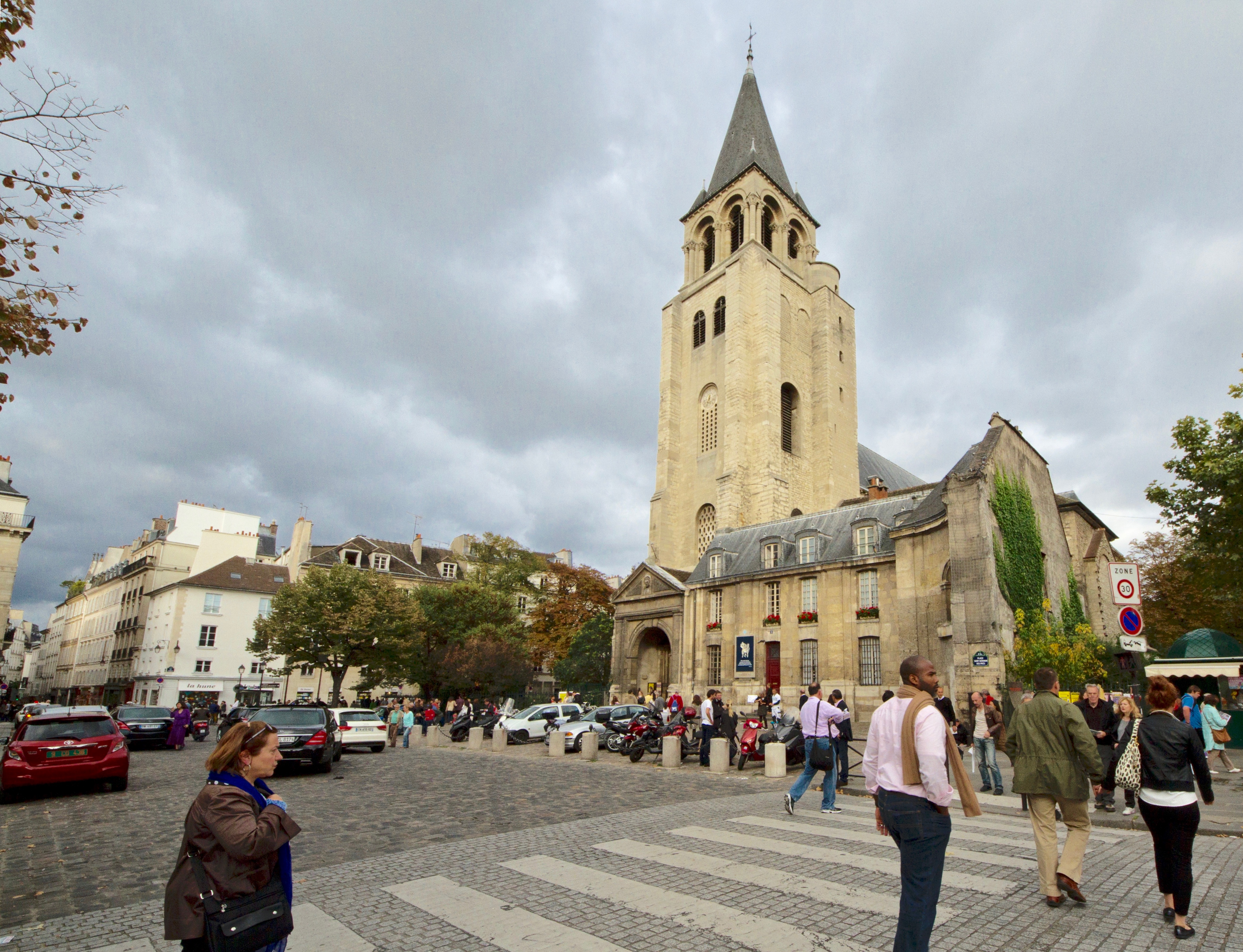
La place Saint-Germain-des-Prés vue du boulevard Saint-Germain.